# Michael Davidis
Michael Davidis (* 22. September 1947 in München) ist ein deutscher Historiker und Buchwissenschaftler. Von 1988 bis 2012 war er Abteilungsleiter am Schiller-Nationalmuseum und Deutschen Literaturarchiv in Marbach am Neckar. Er ist Autor zahlreicher Publikationen und Ausstellungen zur Buchhandelsgeschichte, zur Geschichte der Erinnerungskultur, zur Porträtgeschichte sowie zur Familien- und Wirkungsgeschichte Friedrich Schillers.

## Leben
Davidis besuchte von 1957 bis 1966 das Gymnasium Icking. Entscheidende Anregungen verdankte er dem Kunstpädagogen Wolfgang Lehner (1908–1990) und dem Kirchenmusiker P. Augustin Keßler (1904–1994). Er studierte Geschichte und Deutsche Philologie an der Ludwig-Maximilians-Universität München. Zu seinen akademischen Lehrern gehörten der Historiker Karl Bosl und der Honorarprofessor für Buch- und Verlagswesen Herbert G. Göpfert. 1982 wurde er mit einer Dissertation über den Verlag von Wilhelm Hertz promoviert.
Davidis war von 1983 bis 1986 als wissenschaftlicher Angestellter am Deutschen Museum in München tätig, wo er sich mit Buchhandels- und Druckgeschichte befasste. Gemeinsam mit Jürgen Teichmann organisierte er im März 1985 ein Symposium, das die Aufbereitung und Darstellung von Sozialgeschichte an technischen Museen thematisierte. 1987 schloss sich eine Tätigkeit am Landesmuseum für Technik und Arbeit in Mannheim und dann von 1988 bis 2012 am Deutschen Literaturarchiv Marbach an, wo er für die Kunstsammlungen, die Photographische Sammlung und die Sammlung von Sachzeugnissen verantwortlich war.
Michael Davidis ist mit der Künstlerin Cäcilie Davidis verheiratet und lebt mit ihr in Marbach.

## Tätigkeitsschwerpunkte
Die Zuständigkeit für die bildliche und gegenständliche Überlieferung Friedrich Schillers und seiner Familie bildete eine Kernaufgabe seiner musealen Tätigkeit. Hierzu gehörte auch die Gestaltung zweier Ausstellungen in Schillers Geburtshaus.
Die Photographische Sammlung, die er kurz vor dem 150-jährigen Jubiläum dieser bahnbrechenden Erfindung übernahm, brachte er mit dem 1992 formulierten „Ziel eines auch nur annähernd vollständigen Porträtarchivs zur deutschsprachigen Literatur“ durch systematische Erweiterung und Aktualisierung zu erhöhter Geltung. Mit Roger Melis und anderen Photokünstlerinnen und -künstlern entstanden enge Verbindungen.
Der umfangreichen Marbacher Sammlung von Lebend- und Totenmasken sowie dem Bestand an Poträtplastiken widmete Davidis besondere Aufmerksamkeit. Daraus erwuchsen intensive Kontakte mit Bildhauern wie Wieland Förster und Thomas Duttenhoefer.
Zum Abschied aus dem Archiv widmete ihm der Künstler Jan Peter Tripp seinen Essay Vom Augenschein oder la tête au carré oder das Verfertigen eines Autoren-Bildnisses in unseren Tagen. Der Nachlass seines Künstlerfreundes Peter Grau bildete nach der Pensionierung einen wichtigen Arbeitsschwerpunkt und mündete in ein Werkverzeichnis der Radierungen.

## Ausstellungen
- 1985 Wissenschaft und Buchhandel. Der Verlag von Julius Springer und seine Autoren, München, Deutsches Museum und Berlin, Bibliothek der Freien Universität
- 1988 Otto Pankok: Autorenportraits aus den Jahren 1924–1933. Marbach, Schiller-Nationalmuseum
- 1989 Der photographierte Dichter. Schriftstellerportraits des 19. und 20. Jahrhunderts (mit Mathias Michaelis), Marbach, Schiller-Nationalmuseum
- 1992 Marbach schwarz-weiß. Photographien von Mathias Michaelis. Marbach, Rathaus
- 1995 Konstellationen. Literatur um 1955 (mit Bernhard Fischer, Gunther Nickel und Brigitte Raitz), Marbach, Schiller-Nationalmuseum[23]
- 1995 Aus dem Hausrat eines Hofrats (mit Sabine Fischer), Marbach, Schillers Geburtshaus
- 1999 Bilder zu Schillers Dramen. Marbach, Rathaus
- 1999 Archiv der Gesichter. Toten- und Lebensmasken aus dem Schiller-Nationalmuseum, Bedburg-Hau, Schloss Moyland; Marbach, Alexanderkirche; Kassel, Museum für Sepulkralkultur; Hannover, Theatermuseum; Frankfurt/Oder, Kleist-Museum
- 2000 Wieland Förster: Portraitplastiken. Marbach, Alexanderkirche; Wittlich, Georg-Meistermann-Museum; Frankfurt/Oder, Marienkirche
- 2000 „I shot the poets“. Portraitphotographien von Mathias Michaelis. Marbach, Redaktionsgebäude Marbacher Zeitung
- 2001 Erinnerungsstücke (mit Gunther Nickel), Marbach, Schiller-Nationalmuseum
- 2002 Genius loci. Orte der Kunst und Poesie photographiert von Bernd Hoffmann. Marbach, Redaktionsgebäude der Marbacher Zeitung
- 2003 Hinterglasbilder und Exlibris von Reinhold Nägele. Marbach, Schiller-Nationalmuseum
- 2005 Literarische Köpfe. Portraitplastik der Moderne (mit Sabine Fischer), Marbach, Schiller-Nationalmuseum; Güstrow, Ernst-Barlach-Stiftung; Berlin, Georg-Kolbe-Museum
- 2006 Beruf Photographin. Erica Loos 1906–1998, Pforzheim, Pforzheim-Galerie
- 2007 „Theuerste Schwester“. Christophine Reinwald, geb. Schiller (mit Edda Ziegler), Meiningen, Schloss Elisabethenburg; Marbach, Schillers Geburtshaus[24]
- 2009 Schiller in Marbach. Die Ausstellung im Geburtshaus, (mit Thomas Schmidt), Marbach, Schillers Geburtshaus
- 2012 „Zum Konterfei das Autogramm!“ Widmungsphotographien der Wiener Sammlerin Hermine Kunz-Hutterstrasser (mit Marcel Atze), Wien, Wienbibliothek im Rathaus
- 2019 Peter Grau: Zwischenwelten, Fellbach, Galerie der Stadt Fellbach
- 2020 Paris, Blicke. Photographien von Roger Melis, Fellbach, Galerie der Stadt Fellbach
- 2022 Künstlerportraits von Thomas Duttenhoefer, Fellbach, Galerie der Stadt Fellbach

## Veröffentlichungen (Auswahl)
- Der Verlag von Wilhelm Hertz. Beiträge zu einer Geschichte der Literaturvermittlung im 19. Jahrhundert, insbesondere zur Verlagsgeschichte der Werke von Paul Heyse, Theodor Fontane und Gottfried Keller. Buchhändler Vereinigung, Frankfurt am Main 1982, ISBN 3-7657-1180-2. (Inhaltsverzeichnis d-nb.info PDF).
- Der photographierte Dichter. Schriftstellerportraits des 19. und 20. Jahrhunderts der Photographischen Sammlung des Schiller-Nationalmuseums und des Deutschen Literaturarchivs ; für die Ausstellung vom August bis November 1989 im Schiller-Nationalmuseum Marbach am Neckar aus Anlass des 150jährigen Jubiläums der Photographie. Bearb. von Michael Davidis u. Mathias Michaelis. (= Marbacher Magazin. 51) Deutsche Schillergesellschaft, Marbach 1989.
- Das Portrait des Dichters Carl Sternheim von Conrad Felixmüller 1928/29. Schiller-Nationalmuseum, Deutsches Literaturarchiv, Marbach am Neckar und Kulturstiftung der Länder, Berlin 1991 (= Patrimonia. 32)
- Roger Melis: Berlin – Berlin. Schriftstellerporträts aus 30 Jahren. Mit einem Vorwort von Klaus Völker. Zusammengestellt und mit einem Nachwort versehen von Michael Davidis (= Marbacher Schriften: 35). Cotta, Stuttgart 1992. 2. Auflage 1994, ISBN 3-7681-9997-5.
- Konstellationen. Literatur um 1955. Eine Ausstellung des Deutschen Literaturarchivs im Schiller-Nationalmuseum Marbach am Neckar, 13. Mai bis 31. Oktober 1995. Ausstellung und Katalog: Michael Davidis, Bernhard Fischer, Gunther Nickel und Brigitte Raitz (= Marbacher Katalog. 48). Deutsche Schillergesellschaft, Marbach 1995, ISBN 3-929146-28-2. (Inhaltsverzeichnis d-nb.info PDF).
- Aus dem Hausrat eines Hofrats. Die Ausstellung in Schillers Geburtshaus. (Katalog.) Bearbeitet von Michael Davidis und Sabine Fischer. (= Marbacher Magazin. 77) Deutsche Schillergesellschaft, Marbach am Neckar 1997, ISBN 3-929146-63-0.
- Bertolt Brecht und der Ullstein Verlag. Mit Anmerkungen zu einer Zeichnung von George Grosz. In: Buchhandelsgeschichte 3/1997, S. 146–152.
- Archiv der Gesichter. Toten- und Lebendmasken aus dem Schiller-Nationalmuseum, eine Ausstellung des Deutschen Literaturarchivs und der Stiftung Museum Schloß Moyland in Verbindung mit dem Museum für Sepulkralkultur in Kassel. Ausstellung und Katalog: Michael Davidis und Ingeborg Dessoff-Hahn. (= Marbacher Katalog: 53). Deutsche Schillergesellschaft, Marbach am Neckar 1999, 3., durchgesehene und ergänzte Auflage 2000, ISBN 3-933679-20-6.
- Erinnerungsstücke. Von Lessing bis Uwe Johnson. Eine Ausstellung des Schiller-Nationalmuseums und des Deutschen Literaturarchivs. 1. Juli bis 25. November 2001, Schiller-Nationalmuseum Marbach am Neckar. Katalog: Michael Davidis und Gunther Nickel unter Mitwirkung von Sabine Fischer und Ulrike Weiß. (= Marbacher Katalog. 56). Deutsche Schillergesellschaft, Marbach 2001, ISBN 3-933679-55-9. (Inhaltsverzeichnis d-nb.info PDF)
- Bestandskataloge der Musikaliensammlung im Schiller-Nationalmuseum und Deutschen Literaturarchiv. Herausgegeben von Michael Davidis, bearbeitet von Georg Günther. (Band 1) Schiller-Vertonungen, (Band 2) Mörike-Vertonungen, (Band 3) Hesse-Vertonungen. Marbach am Neckar: Deutsche Schillergesellschaft 2001, 2002, 2004 (= Deutsches Literaturarchiv – Verzeichnisse • Berichte • Informationen 27/1, 27/2, 29, 31).
- Der Münchner Dichterfürst und seine Verleger. Ein Beitrag zur Buchhandelsgeschichte der ›Heysezeit‹. In: Jahrbuch der Deutschen Schillergesellschaft, Jg. 54 (2010), S. 239–263. Wallstein open library PDF.
- Marcel Atze und Michael Davidis (Hrsg.): „Zum Konterfei das Autogramm!“ : Widmungsphotographien der Wiener Sammlerin Hermine Kunz-Hutterstrasser (1873–1948). Wienbibliothek im Rathaus. Metroverlag, Wien 2012, ISBN 978-3-99300-088-2.
- Bavarica und Monacensia im Briefwechsel von Justinus Kerner und Emma von Suckow. In: Oberbayerisches Archiv. Band 140, 2016, S. 206–223.
- Bellemaison – eine Dichterresidenz im Zeitalter der Extreme. Gemeindeverwaltung, Pullach 2017. (= Pullacher Schriftenreihe. 7)
- (mit Gisela Gündert): Wiederentdeckt: Katharina Pawlowna postum in Ganzfigur. Ein Schlüsselbild der württembergischen Geschichte. In: Schwäbische Heimat, Heft 2/2019, S. 144–151 (journals.wlb-stuttgart.de PDF).
- Zwischen Klassizismus und Romantik. Die Scherenschneiderin Luise Duttenhofer (1776–1829). In: Schwäbische Heimat, Heft 3/2020, S. 299–306 (journals.wlb-stuttgart.de PDF).
- Schiller und die Seinen. Beiträge zur Familien- und Wirkungsgeschichte. Wallstein Verlag, Göttingen 2021, ISBN 978-3-8353-3578-3. (Inhaltsverzeichnis d-nb.info PDF).
- Die Schillerstadt Marbach als deutscher Erinnerungsort. Ein historischer Überblick. In: Schwäbische Heimat 73 (2022), Nr. 1, S. 18–27 (journals.wlb-stuttgart.de PDF).